# Klaus Papies
Klaus Papies (* 27. November 1947 in Veckenstedt) war Fußballspieler in der DDR. Für den 1. FC Union Berlin spielte er in der Oberliga, der höchsten Spielklasse des DDR-Fußball-Verbandes.

## Sportliche Laufbahn
Papies begann seine Laufbahn als Fußballspieler 1959 bei der BSG Stahl in Ilsenburg (Harz). Innerhalb der zentralen Sportvereinigung Stahl wechselte er 1964 zur BSG Stahl Hennigsdorf. Dort spielte er zuletzt in der drittklassigen Bezirksliga Potsdam. Nach seiner Schulausbildung absolvierte er eine Lehre zum Maschinen-Mechaniker. Im November 1967 wurde Papies für eineinhalb Jahre zum Militärdienst eingezogen, konnte aber während dieser Zeit beim zweitklassigen DDR-Ligisten, der Armeesportgemeinschaft Vorwärts Neubrandenburg weiter Fußball spielen.
Nach seiner Entlassung aus dem Militärdienst schloss sich der 1,76 m große Papies dem 1. FC Union Berlin an, der gerade aus der DDR-Oberliga abgestiegen war. Sein erstes Punktspiel für die Berliner bestritt er am 1. Spieltag der DDR-Liga Nord beim 0:1 bei der BSG KKW Nord Greifswald am 24. August 1969. Bis zum Ende der Saison 1969/70, in der Union die Rückkehr in die Oberliga schaffte, wurde Papies nur in acht der 30 Ligaspiele eingesetzt. In der Oberligasaison 1970/71 musste er bis zum 11. Spieltag warten, ehe er zu seinem ersten Oberligaeinsatz kam. In der Begegnung 1. FC Union – Stahl Riesa (1:0) am 18. November 1970 wurde er als rechter Verteidiger aufgeboten. In der zweiten Halbserie der Saison schaffte Papies mit zwölf Einsätzen in 13 Punktspielen den Sprung in die Stammelf, wo er seinen Platz auf der linken Verteidigungsseite gefunden hatte.
Ab April 1972 setzte ihn Trainer Harald Seeger im linken Mittelfeld ein, und in der Regel behielt Papies diese Position bis zum Ende seiner Laufbahn bei Union. In den drei Spielzeiten 1973/74 bis 1975/76 musste er nach Abstieg erneut in der DDR-Liga spielen. Aufgrund einer schweren Verletzung, die er sich im Mai 1973 zugezogen hatte, konnte Papies in diesen drei Jahren nur 29 der 90 Punkt- und Relegationsspiele bestreiten. Auch in der neuen Oberligasaison 1976/77 wurde er erst wieder in der zweiten Halbserie regelmäßig eingesetzt, konnte dann aber für die nächsten zwei Jahre seinen Status als Stammspieler festigen. Zu Beginn der Saison 1979/80 war Papies fast 32 Jahre alt. Obwohl offiziell noch für die 1. Mannschaft nominiert, kam er dort nur noch einmal zum Einsatz. Die Begegnung des 4. Spieltages am 1. September 1979 1. FC Union – FC Rot-Weiß Erfurt (2:1), in der er nur die letzten elf Minuten spielte, war bereits sein letztes Pflichtspiel für die 1. Mannschaft der Unioner. Damit war er innerhalb von zehn Spielzeiten auf 173 Pflichtspiele gekommen, von denen er 119 in der Oberliga bestritt und dabei drei Tore erzielte. Ein viertes Tor schoss er 1972 in einem Pokalspiel.
Auch nach dem Ende seiner Laufbahn als Fußballspieler blieb Papies dem Fußballsport erhalten. Noch als Sportlehrerstudent wurde er in der Saison 1980/81 Übungsleiter des DDR-Ligisten BSG KWO Berlin, danach Nachwuchstrainer beim 1. FC Union. 1988 kehrte er noch einmal für ein Jahr zur BSG KWO zurück, mit der er die Berliner Bezirksmeisterschaft und die Rückkehr in die DDR-Liga erreichte. Anschließend wurde er Nachwuchstrainer im Berliner Trainingszentrum Friedrichshain.